# Luciano Bellosi
Luciano Bellosi, né  à Florence le 7 juillet 1936 et mort le 26 avril 2011, est un historien de l'art italien, spécialiste de la peinture toscane des Duecento, Trecento et Quattrocento.

## Biographie
Élève de Roberto Longhi à l'université de Florence, il y soutient sa thèse sur Lorenzo Monaco en 1963.
Luciano Bellosi a travaillé à la direction des musées de Florence de 1969 à 1979, avant d'enseigner l'histoire de l'art médiéval à l'université de Sienne, jusqu'à son départ à la retraite en 2002.
Ses travaux ont porté sur l'art du Duecento, du Trecento et du Quattrocento en Toscane, envisagé dans sa dimension internationale, ce qui l'a amené à écrire également sur l'art gothique tardif italien. Il est ainsi parvenu à distinguer la main d'un peintre intermédiaire intervenu sur Les Très Riches Heures du duc de Berry dans les années 1440, en se basant sur l'usage des ombres et le style des vêtements portés par certains personnages dans le calendrier. Il est reconnu comme un spécialiste de Cimabue, Giotto et Duccio.
Il a édité avec Aldo Rossi les Vite de Giorgio Vasari pour les éditions Einaudi.